# 장구령

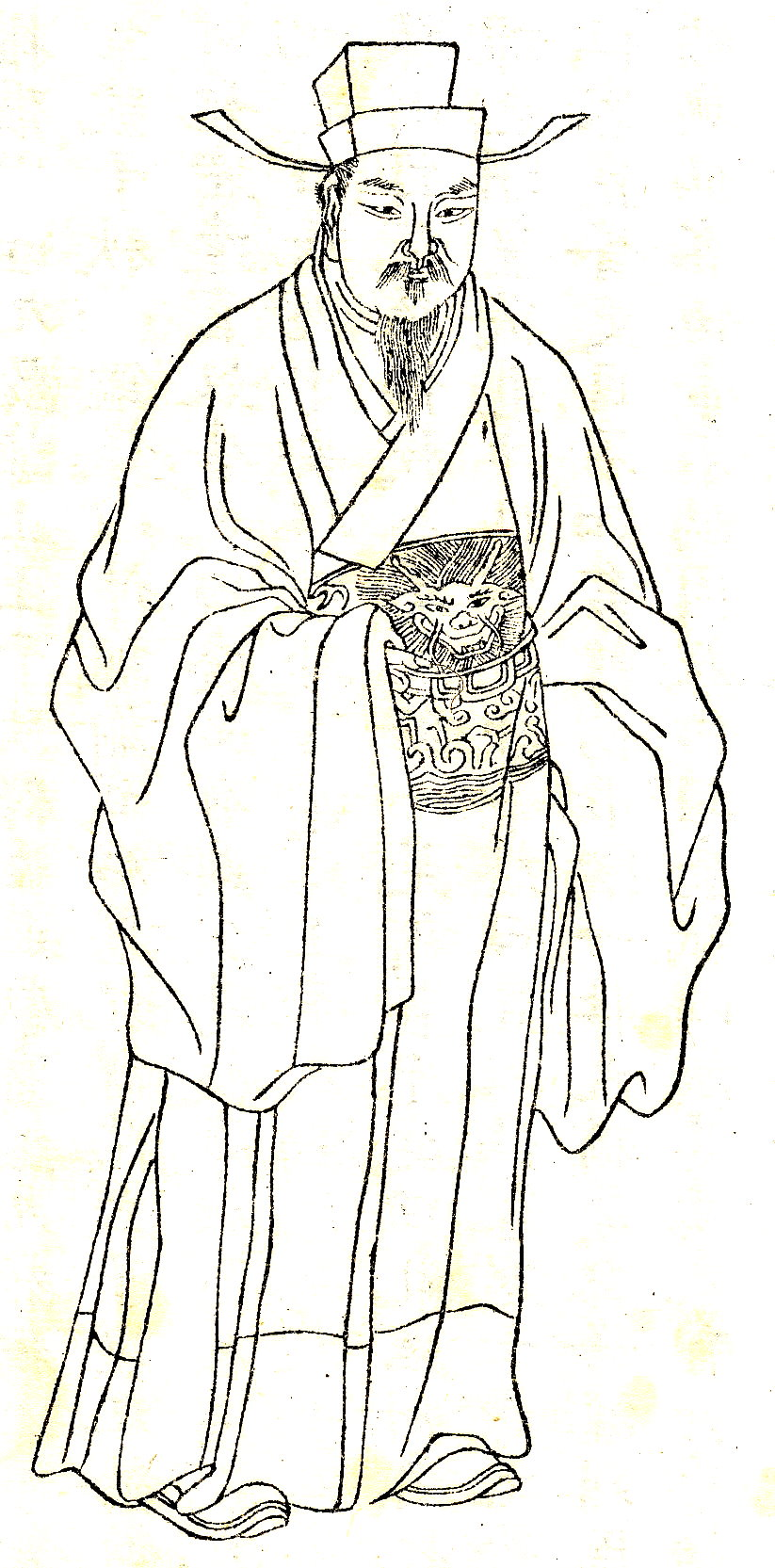

장구령(중국어: 张九龄, 678년－740년 6월 5일)은 자는 자수(子壽)이며, 견문이 넓고, 박학다식한 사람이다(구당서 본전). 소주 곡강(韶州 曲江, 현 광둥성 사오관시 취장 구) 태생으로, 당나라 유일의 재상 겸 시인이다. 시호는 문헌(文献)이고 사람들은 장곡강(张曲江)으로 칭했다. 문집으로는 장곡강집(张曲江集)이 있다.